# チョン・ミソン (バレーボール)
チョン・ミソン（朝: 정미선、1994年5月19日 - ）は、大韓民国の元女子バレーボール選手である。

## 略歴
全州市중산小学校4年次よりバレーボールを始めた。全州グニョン女子高校へ進み、国民体育大会優勝など輝かしい成績をあげた。この年の2012/13ドラフト会議で同校からはミソンやイ・ソヨンら4選手が指名されたが、1校から4人もの選手が指名をうけたのは史上初であり、ミソンも1巡5番で現代建設ヒルステートに指名され入団した。
2013年7月に行われたKOVOカップでは、新エースとしてチーム準優勝に貢献した。2014年7月のKOVOカップ対道路公社ハイパス戦において、バックアタック着地時に右膝を負傷し、2014/15シーズンは戦線離脱を余儀なくされた。
2015/16シーズンから完全復帰したミソンは、レギュラーラウンド第一ラウンドで首位興国生命と併走する好スタートに貢献した。
2017年に引退。

## 所属チーム
- 전주중산초등학교（朝鮮語版）
- 全州グニョン女子中学（朝鮮語版）
- 全州グニョン女子高校（朝鮮語版）
- 現代建設（2012-2017年）

## 個人成績
韓国Vリーグにおける個人成績は下記の通り。
| シーズン | 所属     | 出場 | 出場   | アタック | アタック | アタック | アタック | ブロック | ブロック | サーブ | サーブ | サーブ | サーブ | レセプション | レセプション | 総得点 | 備考 |
| -------- | -------- | ---- | ------ | -------- | -------- | -------- | -------- | -------- | -------- | ------ | ------ | ------ | ------ | ------------ | ------------ | ------ | ---- |
| シーズン | 所属     | 試合 | セット | 打数     | 得点     | 決定率   | 効果率   | 決定     | /set     | 打数   | エース | /set   | 効果率 | 受数         | 成功率       | 総得点 | 備考 |
| 2012/13  | 現代建設 | 21   | 51     | 91       | 33       | 36.3%    | %        | 5        | 0.10     | 55     | 1      | 0.02   | %      |              | %            | 39     |      |
| 2013/14  | 現代建設 | 28   | 98     | 176      | 39       | 22.2%    | %        | 10       | 0.10     | 279    | 20     | 0.2%   | %      |              | %            | 69     |      |
| 2014/15  | 現代建設 | 0    | 0      | 0        | 0        | 0.0%     | %        | 0        | 0.00     | 0      | 0      | 0.00   | %      |              | %            | 0      |      |
| 2015/16  | 現代建設 | 30   | 106    | 264      | 73       | 27.65%   | %        | 8        | 0.08     | 310    | 12     | 0.11   | %      |              | %            | 93     |      |